# Midtjyske Motorvej
De Midtjyske Motorvej (Nederlands: Midden-Jutlandse autosnelweg) is een autosnelweg in Denemarken, die van Vejle naar Herning loopt. De autosnelweg is deels nog in aanleg. Bij Vejle sluit de autosnelweg aan op de Østjyske Motorvej tussen Aarhus en Kolding. Bij Knooppunt Herning Syd op de Messemotorvejen, die de zuidelijke rondweg van Herning vormt. Bij Knooppunt Herning sluit hij aan op de Herningmotorvejen richting Aarhus.
Administratief is de Midtjyske Motorvej genummerd als M64. Op de bewegwijzering wordt echter gebruikgemaakt van de primærrutes die over de autosnelweg lopen. De Primærrute 18 volgt de gehele weg. De primærrutes 12, 13, 15 en 30 lopen voor een klein deel mee met de weg.

## Geschiedenis
De Midtjyske Motorvej is een relatief jonge snelweg. Het eerste gedeelte tussen Høgild en Herning-Nord werd in 2006 geopend. Hierdoor kreeg Herning een oostelijke rondweg. Op 8 oktober 2007 werd ook het gedeelte tussen Brande Nord en Høgild voor verkeer toegankelijk. In tussen 2007 en 2011 zijn de afritten 7 tot en met 9 (Givskud - Give) geopend. Op 24 juli 2012 werd een klein gedeelte tussen Vonge en Givskud geopend. In 2014 werden beide delen met elkaar verbonden waardoor Herning nu verbonden is met Vejle.